# 6913 Yukawa
6913 Yukawa è un asteroide della fascia principale. Scoperto nel 1991, presenta un'orbita caratterizzata da un semiasse maggiore pari a 2,2367525 UA e da un'eccentricità di 0,1390411, inclinata di 4,40771° rispetto all'eclittica.